# Heek (Pays-Bas)
Pour les articles homonymes, voir Heek.
Heek (en limbourgeois : De Hièk) est un hameau néerlandais dans la commune de Fauquemont-sur-Gueule, dans la province du Limbourg néerlandais.
Heek est un village-rue s'étendant le long de la route de Fauquemont à Klimmen. Une partie du hameau fait partie du village de Klimmen en Voerendaal. À Heek se trouve la source du Heekerbeek, affluent de la Gueule.
Jusqu'en 1940, le hameau faisait partie de la commune de Schin op Geul.